# گرماسنجی تفاضلی

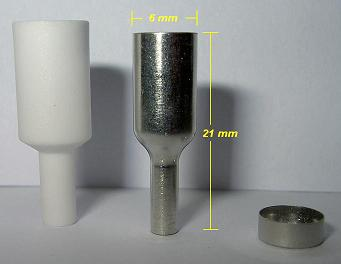
گرماسنجی تفاضلی

گرماسنجی تفاضلی (به انگلیسی: Differential thermal analysis) یکی از انواع تجزیه حرارتی است که در شیمی کاربرد فراوان دارد و برای تعیین تغییرات آنتالپی و مقدار ظرفیت حرارتی ویژه همفشار در یک واکنش شیمیایی از نوع واکنش گرماگیر یا واکنش گرمازا به کار می‌رود. 

## روش آزمایشگاهی
در این روش آزمایشگاهی ماده نمونه و مرجع را حرارت می‌دهند. دمای محفظه نمونه و مرجع با تنظیم از طریق کامپیوتر از دمای مبدأ تا دمای مورد نظر با اشل ۱ درجه سانتیگراد تغییر می‌کند. 

## دستگاه گرماسنجی تفاضلی
دستگاه به هر دو نمونه انرژی یکسانی میدهد. میزان تغییرات دمای نمونه نسبت به مرجع را میسنجد. اگر ماده نمونه مورد تجزیه گرماگیر باشد دمای آن کمتر می‌شود و پیک گرفته شده در نمودار توان دستگاه نسبت به دما رو به پایین خواهد بود. اگر ماده نمونه گرمازا باشد پیک گرفته شده رو به بالا خواهد بود. سطح زیر پیک تغییرات آنتالپی نمونه را نشان می‌دهد که متناسب با ظرفیت حرارتی ویژه آن است. 
سرعت تغییر دما در دستگاه تأثیر مستقیم بر پیک‌های نمودار دستگاه دارد. اگر سرعت این تغییرات بالا باشد همه پیک‌ها در دستگاه ثبت نمی‌شوند و از دقت لازم در سنجش کاسته می‌شود. بنابراین لازم است سرعت تغییر دما را در حد امکان کم انتخاب کرد تا همه پیک‌های مورد نظر ثبت شوند.
در دستگاه‌های مدرن حد تشخیص پیک‌ها ۰.۱ درجه سانتیگراد است.
از این روش برای تبلور همدما و غیر همدما استفاده می‌شود.

## کمیت‌های مورد اندازه‌گیری
دمای گذار فاز در مواد یکی از مهم‌ترین پارامترهایی است که با کالری‌سنجی سنجشی مقیاسی می‌توان آن را اندازه گرفت. در مورد بسپارها دمای انتقال شیشه‌ای از فاز شیشه‌ای یا آمورف (بی شکل) به فاز پلاستیکی را نیز با کالری‌سنجی سنجشی مقیاسی تعیین می‌کنند.   

## منبع
- Crystallization Kinetics by Differential Scanning Calorimetry  by Viviana P. Cyras , Jose M. Kenny and Analia Vazquez- Wiley press- 1965- U.S.A